# أرز لبناني
أرز لبنان أو شجرة القطران أو شربين (الاسم العلمي: Cedrus libani) هو نوع شجري يتبع جنس الأرز من الفصيلة الصنوبرية.

## البيئة والانتشار
سمي هذا النوع نسبة إلى جبل لبنان. موطنه الجبال الساحلية العالية في بلاد الشام  والساحل الشرقي للبحر المتوسط من لواء اسكندرون في تركيا إلى شمال فلسطين. توجد أكبر كثافة له في أعالي جبال لبنان وفي جبال اللاذقية قرب صلنفة في محمية الشوح والأرز. في لبنان يتواجد أساسًا في («أجمة بشرّي» المعروفة باسم أرز الرب)، وأرزاتها من أقدم أشجار الأرز في لبنان، وبعضها يعتبر الأقدم في العالم.

الأرز اللبناني وهو حالياً مهدد بالانقراض.[بحاجة لمصدر]

## رمزيته وخصائصه
الأرز شجرة معمرة وهي الرمز الرسمي للجمهورية اللبنانية وشعار العلم الوطني للبنان أيضاً.
تتميز شجرة الأرز بمقاومتها للأمراض مما جعلها من الأشجار العتيقة والمعمرة حيث يمكن لشجرة الأرز أن تعيش ما يقارب الـ 3000 سنة، والغالبية منها اليوم ترقى أعمارها إلى ألف سنة تقريباً.
للأرز نظام دفاعي ذاتي فريد، فعندما تتعرض لهجوم من الآفات تقوم بانتاج براعم بديلة عن الأوراق والأغصان المصابة، كما أن لديها أيضاً طريقة غريبة في النمو، فهي تنمو بشكل مغاير تماماً للشجرة الأم من حيث شكل الأوراق ولونها، وتنمو من خلال البذور الموجودة في مخاريط وتبقى تلك المخاريط معلقة بالشجرة الوليدة مدة سنين قبل أن تنفصل عنها.
عرف الأرز اللبناني قديماً في الحضارة الفينيقة، كما ذكر أكثر من مرة في التوراة والإنجيل.